# Sebastian Freis
Sebastian Freis   (Karlsruhe, 23 d'abril de 1985) és un exfutbolista alemany que jugava com a davanter.